# Франко, Хесус
Хесу́с (Джесс) Фра́нко (исп. Jesús «Jess» Franco; 12 мая 1930, Мадрид — 2 апреля 2013, Малага) — испанский режиссёр, актёр, оператор, продюсер, композитор и сценарист. Работы Франко как режиссёра часто приобретали скандальную известность, а количество создаваемых им картин иногда доходило до 10 в год. Всего он снял 180 фильмов. Франко работал в разных жанрах, но единственным, что постоянно сопутствовало его творчеству, был секс как одно из средств достижения шокового эффекта, посредством которого он нивелировал существующие в обществе запреты. Многие фильмы Франко можно отнести к таким категориям эксплуатационного кинематографа, как women in prison и sexploitation. Ввиду своей эпатажности, аморальности, кровавости и иных качеств, вызывавших у многих зрителей шок и отвращение, работы Хесуса Франко часто подвергались жёсткой цензуре. Франко часто буквально сам создавал свои фильмы, одновременно исполняя функции режиссёра, сценариста, оператора, композитора и актёра. Владел собственной студией One Shoot Production, занимающейся производством фильмов ужасов и порнографии.

## Биография
Хесус Франко родился 12 мая 1930 года в столице Испании Мадриде. Увлёкся музыкой ещё в 6 лет, что не могло не сказаться на будущем: помимо своей основной деятельности, Франко стал одним из известнейших джазменов западной Европы, а несколько десятков фильмов, включая собственные, было выпущено с его саундтреком. 
Первые свои фильмы он начал снимать в конце 50-х годов. Однако одной из первых картин, принёсшей режиссёру славу, является фильм ужасов «Ужасный доктор Орлофф» 1962 года. Сюжет фильма достаточно близко соприкасается с сюжетом картины «Глаза без лица» режиссёра Жоржа Франжю и рассказывает историю доктора-маньяка, который похищал красивых девушек и пересаживал кожу их лица своей дочери, которая была ранее изуродована, для возвращения ей красоты. Тема обезумевших маньяков в творчестве Франко также представлена в фильмах «Барон фон Клаус — садист» 1962 года, «Секрет доктора Орлоффа» 1964 года и «Дьявольский доктор Z» 1966 года.
В 1970 году вышел «Граф Дракула», в основе которого лежало известное произведение Брэма Стокера. В фильме приняли участие достаточно известные актёры — Кристофер Ли и Клаус Кински. В 1972 году выходит картина «Эротические опыты Франкенштейна», где помимо знаковой фигуры Франкенштейна присутствует граф Калиостро. Известны и его фильмы о каннибалах — «Охотник на людей» 1980 года, «Белая богиня каннибалов» 1981 года. Его фильм «Могила живых мертвецов» 1983 года считается некоторыми одним из самых плохих зомби-фильмов.
Франко работал во многих странах, одной из немаловажных причин чего является особая политическая ситуация на родине в Испании, а также постоянные проблемы с цензурой. Среди тех, с кем он постоянно сотрудничал, — Говард Вернон, Джек Тейлор, Мария Ромм, Соледад Миранда. Последняя выступала в качестве постоянной вдохновительницы Франко, а после её смерти эта роль перешла к его супруге Лине Ромай. Франко тесно сотрудничал с продюсером Эрвином С. Дитрихом, который сам снимал эксплуатационное кино под псевдонимом Майкл Томас. Впоследствии Дитрих занялся выпуском работ Франко на DVD под названием «Официальная коллекция Джесса Франко». В 1996 году Франко начал сотрудничать с испанской панк-рок группой «The Killer Barbies», которая приняла участие в двух его фильмах — «Убийцы Барби» 1996 года и «Убийцы Барби против Дракулы» 2002 года.
Он скончался от инсульта 2 апреля 2013 года.

## Особенности творчества
Хесус Франко широко использовал в своих работах тематику вампиров, добавляя при этом изрядную долю эротики и порой порнографии. В центре подобных его фильмов часто стояла одинокая и сексуальная женщина-вампир, непременно обнажающая своё тело и жаждущая крови. Среди показательных примеров этой тематики выделяют фильмы «Вампирша» 1973 года, «Суккуб» 1968 года и «Вампирши-лесбиянки» 1971 года.
Среди работ Франко существует несколько вольных экранизаций литературных работ Маркиза де Сада и Леопольда Захера-Мазоха. В первом случае вольными экранизациями являются фильмы «Эжени» 1969 года и «Жюстина» того же года по произведению «Философия в будуаре». В «Жюстине» сыграли Джек Пэлэнс, Мерседес Маккэмбридж, Клаус Кински. В 1969 году также выходит фильм «Венера в мехах», основанный на одноимённом произведении Захера-Мазоха.
Для Франко был важен жанр Women in Prison. Первым фильмом Франко данной направленности стала картина 1969 года «99 женщин». За свою карьеру Франко снял большое количество подобных фильмов, но особенно выделяются «Ильза - свирепая тюремщица» 1977 года с актрисой Дайаной Торн и «Садомания» 1981 года, где снялась порноактриса Айита Вилсон. Действия этих фильмов происходят не в концлагерях фашистской Германии, но в больницах и публичных домах стран Африки.

## Фильмография
| Год  | Русское название                                    | Оригинальное название фильма                                       | Кто                                                                            |
| ---- | --------------------------------------------------- | ------------------------------------------------------------------ | ------------------------------------------------------------------------------ |
| 2012 |                                                     | Al Pereira vs. the Alligator Ladies                                | Режиссёр, сценарист, продюсер, композитор, монтажёр                            |
| 2012 | Склеп для осуждённых                                | La cripta de las condenadas                                        | Режиссёр, сценарист, продюсер, композитор, монтажёр                            |
| 2012 | Склеп для осуждённых II                             | La cripta de las condenadas II                                     | Режиссёр, сценарист, продюсер, монтажёр                                        |
| 2010 | Паула-Паула                                         | Paula-Paula                                                        | Режиссёр, сценарист, оператор                                                  |
| 2008 | Склеп проклятых женщин                              | La cripta de las mujeres malditas                                  | Режиссёр, сценарист, продюсер, монтажёр                                        |
| 2008 | Склеп проклятых женщин II                           | La cripta de las mujeres malditas II                               | Режиссёр, сценарист, продюсер, монтажёр                                        |
| 2007 | Судьбы                                              | Destinos (Destinations)                                            | Режиссёр                                                                       |
| 2005 | Женщина-змея                                        | Snakewoman                                                         | Режиссёр, сценарист, композитор                                                |
| 2005 | Цветы страсти                                       | Flores de la pasión                                                | Режиссёр, сценарист, композитор                                                |
| 2005 | Цветы разврата                                      | Flores de perversión                                               | Режиссёр, сценарист, композитор                                                |
| 2003 | Первые несколько раз                                | Las primeras veces                                                 | Композитор                                                                     |
| 2002 | Убийцы Барби против Дракулы                         | Killer Barbys vs. Dracula                                          | Режиссёр, сценарист, композитор                                                |
| 2002 | Демон                                               | Incubus                                                            | Режиссёр, сценарист, композитор                                                |
| 2001 | Слияние вампиров                                    | Vampire Junction                                                   | Режиссёр, сценарист, композитор                                                |
| 2000 | Слепая цель                                         | Blind Target                                                       | Режиссёр, сценарист, композитор                                                |
| 2000 | Хелтер Скелтер                                      | Helter Skelter                                                     | Режиссёр, сценарист                                                            |
| 1999 | Сломанные куклы                                     | Broken Dolls                                                       | Режиссёр, сценарист                                                            |
| 1999 | Виртуальный ад доктора Вонга                        | Dr. Wong's Virtual Hell                                            | Режиссёр, сценарист, композитор, актёр (доктор Джеймс Вонг)                    |
| 1999 | Красный шёлк                                        | Red Silk                                                           | Режиссёр, сценарист                                                            |
| 1999 | Вампирский блюз                                     | Vampire Blues                                                      | Режиссёр, сценарист, композитор, актёр (торговец Бернардо)                     |
| 1998 | Страсть по Франкенштейну                            | Lust for Frankenstein                                              | Режиссёр, сценарист, продюсер, композитор                                      |
| 1998 | Нежная плоть                                        | Tender Flesh                                                       | Режиссёр, сценарист, композитор                                                |
| 1998 | Мэри-Куки и тарантул-убийца                         |                                                                    | Режиссёр, сценарист, продюсер, композитор                                      |
| 1996 | Убийцы Барби                                        | Killer Barbys                                                      | Режиссёр, сценарист                                                            |
| 1994 | Нижний город                                        | Ciudad Baja (Downtown Heat)                                        | Режиссёр, сценарист, продюсер                                                  |
| 1993 | Джунгли страха                                      | Jungle of Fear                                                     | Режиссёр, продюсер                                                             |
| 1992 | Дед, графиня и озорная Скарлата                     | El abuelo, la condesa y Escarlata la traviesa                      | Режиссёр,сценарист,композитор, монтажёр, актёр                                 |
| 1991 | В погоне за Барбарой                                | À la poursuite de Barbara                                          | Режиссёр                                                                       |
| 1989 | Поверженные                                         | La chute des aigles                                                | Режиссёр, сценарист, монтажёр                                                  |
| 1989 | Бухта Эсмеральда                                    | La bahía esmeralda                                                 | Режиссёр, сценарист                                                            |
| 1988 | Тайная миссия                                       | Dark Mission: Flowers of Evil                                      | Режиссёр, сценарист                                                            |
| 1987 | Девушки в стрингах                                  | Las chicas del tanga                                               | Режиссёр, сценарист, монтажёр                                                  |
| 1987 | Фалло крест                                         | Falo Crest                                                         | Режиссёр, сценарист, оператор                                                  |
| 1987 | Раб преступлений                                    | Esclavas del crimen                                                | Режиссёр, сценарист, композитор, монтажёр                                      |
| 1987 | Фаластия                                            | Phollastía                                                         | Режиссёр, сценарист, оператор, монтажёр                                        |
| 1987 | Безликие                                            | Faceless                                                           | Режиссёр, сценарист                                                            |
| 1986 | Последние из Филиппин                               | Las últimas de Filipinas                                           | Режиссёр, Сценарист, продюсер, оператор, монтажёр                              |
| 1986 | Тёплое молоко для девочек                           | Para las nenas, leche calentita                                    | Сценарист, монтажёр                                                            |
| 1986 | СПИД — чума XX века                                 | Sida, la peste del siglo XX                                        | Режиссёр, сценарист, монтажёр                                                  |
| 1986 |                                                     | Las tribulaciones de un Buda Bizco                                 | Режиссёр,сценарист, монтажёр                                                   |
| 1986 | Девушка с красными губами                           | La chica de los labios rojos                                       | Режиссёр, сценарист, оператор, композитор, актёр (профессор Караме)            |
| 1986 | Прореха истории                                     | Bragueta historia                                                  | Режиссёр                                                                       |
| 1986 | Гнев в тропиках                                     | Orgasmo perverso                                                   | Режиссёр, сценарист, оператор, композитор, монтажёр                            |
| 1986 | Попа Лулу                                           | Bragueta historia                                                  | Режиссёр, сценарист, композитор                                                |
| 1986 | Зевака и эксгибиционистка                           | El mirón y la exhibicionista                                       | Режиссёр, сценарист, композитор, монтажёр                                      |
| 1986 | Свист между сексом                                  | Entre pitos anda el juego                                          | Режиссёр, сценарист, композитор,монтажёр                                       |
| 1986 | Один против террора                                 | Sola ante el terror                                                | Режиссёр, сценарист, композитор                                                |
| 1986 |                                                     | Las chuponas                                                       | Сценарист, композитор, монтажёр                                                |
| 1986 | Амазонки золотого храма                             | Les amazones du temple d'or                                        | Режиссёр, продюсер, оператор                                                   |
| 1985 | Особняк живых мертвецов                             | La Mansión de los muertos vivientes                                | Режиссёр, сценарист, оператор, композитор, монтажёр                            |
| 1985 | Путешествие в Бангкок                               | Viaje a Bangkok, ataúd incluido                                    | Режиссёр, сценарист, композитор, актёр                                         |
| 1985 | Один из китайцев                                    | Una de chinos                                                      | Режиссёр, продюсер                                                             |
| 1985 | Белая рабыня                                        | La esclava blanca                                                  | Режиссёр                                                                       |
| 1985 | Тень дзюдоиста против доктора Вонга                 | La sombra del judoka contra el doctor Wong                         | Режиссёр, сценарист, композитор, актёр (доктор Вонг)                           |
| 1985 | Человек, который убил Менгеле                       | El hombre que mató a Mengele                                       | Режиссёр, сценарист                                                            |
| 1985 | Бангкок, встреча со смертью                         | Bangkok, cita con la muerte                                        | Режиссёр, сценарист, композитор, монтажёр                                      |
| 1985 | Грязная игра в Касабланке                           | Juego sucio en Casablanca                                          | Режиссёр, продюсер                                                             |
| 1985 | Свисток для троих                                   | Un pito para tres                                                  | Сценарист, монтажёр                                                            |
| 1984 | Лилиан — извращённая девственница                   | Lilian (la virgen pervertida)                                      | Режиссёр, сценарист, монтажёр, актёр                                           |
| 1984 | Убийца в чёрных чулках                              | El asesino llevaba medias negras                                   | Режиссёр                                                                       |
| 1984 | Баия-Бланка                                         | Bahía Blanca                                                       | Режиссёр, сценарист, продюсер, монтажёр, актёр (Мисериас-провидец)             |
| 1984 | Одинокая дорога                                     | Camino solitario                                                   | Режиссёр, сценарист, оператор, актёр (доктор Каллмен)                          |
| 1984 | Сексуальная история О                               | Historia sexual de O                                               | Режиссёр, сценарист, оператор, композитор, монтажёр                            |
| 1984 | Ночь тысячи наслаждений                             | Mil sexos tiene la noche                                           | Режиссёр, сценарист, оператор, композитор, монтажёр, актёр (психиатр)          |
| 1984 | Сколько получает шпион?                             | ¿Cuánto cobra un espía?                                            | Режиссёр, сценарист, продюсер, монтажёр                                        |
| 1984 | Зловещий доктор Орлофф                              | El siniestro doctor Orloff                                         | Режиссёр, сценарист, композитор, актёр (Маноло)                                |
| 1984 |                                                     | Una rajita para dos                                                | Режиссёр, сценарист, композитор, актёр (Том)                                   |
| 1983 | Сокровища белой богини                              | El Tesoro de la diosa blanca                                       | Режиссёр, продюсер, сценарист, оператор, композитор                            |
| 1983 | Могила живых мертвецов                              | La tumba de los muertos vivientes                                  | Режиссёр, сценарист, композитор, монтажёр, актёр (Зомби)                       |
| 1983 | Голоса смерти                                       | Voces de muerte                                                    | Режиссёр                                                                       |
| 1983 | Кровь на моих туфлях                                | Sangre en mis zapatos                                              | Режиссёр, сценарист, композитор, актёр (похититель)                            |
| 1983 |                                                     | Los blues de la calle Pop (Aventuras de Felipe Malboro, volumen 8) | Режиссёр,сценарист,оператор,композитор                                         |
| 1983 | В поисках золотистого дракона                       | En busca del dragón dorado                                         | Режиссёр, сценарист,композитор, монтажёр, актёр                                |
| 1983 | Клэр                                                | Claire                                                             | Режиссёр                                                                       |
| 1983 | Чёрные сапоги, кнут из кожи                         | Botas negras, látigo de cuero                                      | Режиссёр, сценарист, композитор, монтажёр                                      |
| 1983 | Ночь открытого секса                                | La noche de los sexos abiertos                                     | Режиссёр, сценарист, оператор,композитор, монтажёр,актёр (Конде)               |
| 1983 | Сесилия                                             | Cecilia                                                            | Режиссёр, сценарист, продюсер                                                  |
| 1983 | Личные признания эксгибиционистки                   | Confesiones íntimas de una exhibicionista                          | Сценарист, композитор, монтажёр                                                |
| 1983 | Дом потерянных женщин                               | La casa de las mujeres perdidas                                    | Режиссёр, сценарист, монтажёр                                                  |
| 1983 | Крики наслаждения                                   | Gemidos de placer                                                  | Режиссёр, сценарист, художник, монтажёр, актёр (Фенюл, озвучка)                |
| 1983 | Гостиница для флиртов                               | El hotel de los ligues                                             | Режиссёр, сценарист,композитор, монтажёр                                       |
| 1983 | Сексуальный Макумба                                 | Macumba sexual                                                     | Режиссёр, сценарист, оператор, композитор, монтажёр, актёр (портье)            |
| 1982 | Гость тумана (документальный)                       | El huésped de la niebla                                            | Режиссёр, сценарист, оператор,композитор                                       |
| 1982 | Тайные оргии Эммануэль                              | Las orgías inconfesables de Emmanuelle                             | Режиссёр, сценарист, монтажёр                                                  |
| 1982 | Озеро девственниц                                   | El lago de las vírgenes                                            | Режиссёр, сценарист, композитор, монтажёр                                      |
| 1982 | Рай мертвецов                                       | La tumba de los muertos vivientes                                  | Режиссёр, сценарист                                                            |
| 1982 | Месть в доме Ашеров                                 | Revenge in the House of Usher                                      | Режиссёр, сценарист, продюсер, оператор, композитор                            |
| 1981 | Кровавая луна                                       | Die Säge des Todes                                                 | Режиссёр, актёр (доктор)                                                       |
| 1981 | Садомания                                           | Sadomania - Hölle der Lust                                         | Режиссёр, сценарист, композитор, монтажёр, актёр (Лукас)                       |
| 1981 | Секс – это безумие                                  | El sexo está loco                                                  | Режиссёр, сценарист, актёр (кинорежиссёр)                                      |
| 1981 | Девочки Копакабаны                                  | Les filles de Copacabana                                           | Режиссёр, сценарист, композитор, монтажёр                                      |
| 1981 | Сексуальные отклонения женатой женщины              | Aberraciones sexuales de una mujer casada                          | Режиссёр, сценарист, композитор                                                |
| 1981 | Линда                                               | Linda                                                              | Режиссёр                                                                       |
| 1981 | Лола 2000                                           | Lola 2000                                                          | Режиссёр                                                                       |
| 1981 | Девочки для съёма                                   | La chica de las bragas transparentes                               | Режиссёр. сценарист, композитор, монтажёр                                      |
| 1981 | Озеро живых мертвецов                               | Le lac des Morts Vivants                                           | Сценарист                                                                      |
| 1980 | Юджени: Подлинная история                           | Eugenie (Historia de una perversión)                               | Режиссёр, сценарист, композитор                                                |
| 1980 | Огненный опал: Торговцы телом                       | Ópalo de fuego: Mercaderes del sexo                                | Режиссёр, сценарист, композитор                                                |
| 1980 | Эротическая симфония                                | Sinfonía erótica                                                   | Режиссёр, сценарист, композитор                                                |
| 1980 | Сексуальный каннибал                                | Sexo caníbal                                                       | Режиссёр, сценарист, композитор                                                |
| 1980 | Белая богиня каннибалов                             | Mondo Cannibale                                                    | Режиссёр, сценарист, актёр (мистер Мартин)                                     |
| 1979 | Жюстина                                             | Justine                                                            | Режиссёр, актёр (странный парень)                                              |
| 1979 | Я горю со всех сторон                               | Je brûle de partout                                                | Режиссёр, актёр                                                                |
| 1979 | Они делают всё                                      | Elles font tout                                                    | Режиссёр                                                                       |
| 1979 | Женщины за решёткой-2                               | Les gardiennes du pénitencie                                       | Режиссёр, актёр (Онкл Джесс)                                                   |
| 1979 | Потрошитель из Нотр-Дама                            | L'éventreur de Notre-Dame                                          | Режиссёр, сценарист, актёр (Матис Вогель)                                      |
| 1978 | Специальный коктейль                                | Cocktail spécial                                                   | Режиссёр                                                                       |
| 1978 | Конвой девушек СС                                   | Convoi de filles                                                   | Режиссёр, сценарист                                                            |
| 1978 | Пророчество                                         | La profezia                                                        | Композитор                                                                     |
| 1977 | Дьявольские сёстры                                  | Die teuflischen Schwestern                                         | Режиссёр                                                                       |
| 1977 | Сияющий секс                                        | Shining Sex                                                        | Режиссёр, актёр (доктор Сьюард)                                                |
| 1977 | Рабыни                                              | Die Sklavinnen                                                     | Режиссёр, актёр (ассистент Радека)                                             |
| 1977 | Страсть к вуду                                      | Der Ruf der blonden Göttin                                         | Режиссёр, сценарист                                                            |
| 1977 | Любовные письма португальской монахини              | Die Liebesbriefe einer portugiesischen Nonne                       | Режиссёр                                                                       |
| 1977 | Лагерь любви                                        | Frauen im Liebeslager                                              | Режиссёр                                                                       |
| 1977 | Замок женщин (Голубая Рита)                         | Das Frauenhaus                                                     | Режиссёр, сценарист                                                            |
| 1977 | Ильза — свирепая тюремщица (Грета — истязательница) | Greta — Haus ohne Männer                                           | Режиссёр, сценарист, актёр (доктор Милтон Аркос)                               |
| 1977 | Женщина в камере №9                                 | Frauen für Zellenblock 9                                           | Режиссёр, сценарист                                                            |
| 1976 | Джек-потрошитель                                    | Jack the Ripper                                                    | Режиссёр, сценарист                                                            |
| 1976 |                                                     | Mädchen im Nachtverkehr                                            | Режиссёр                                                                       |
| 1976 |                                                     | Les emmerdeuses                                                    | Режиссёр, сценарист                                                            |
| 1976 | Леди Порно                                          | Midnight Party                                                     | Режиссёр, сценарист, актёр (Янош Радек)                                        |
| 1976 | Портрет Дорианы Грей                                | Die Marquise von Sade                                              | Режиссёр. сценарист. оператор                                                  |
| 1976 | В позолоченной клетке                               | Une cage dorée                                                     | Режиссёр                                                                       |
| 1975 | Распутные монашки                                   | Les chatouilleuses                                                 | Режиссёр, сценарист                                                            |
| 1975 | Жгучие ночи Линды                                   | Les nuits brûlantes de Linda                                       | Режиссёр, сценарист                                                            |
| 1975 | Гедонист                                            | Le jouisseur                                                       | Режиссёр                                                                       |
| 1975 | Женщины за решёткой                                 | Des diamants pour l'enfer                                          | Режиссёр, оператор, монтажёр, актёр (Билл)                                     |
| 1975 | Голые марионетки в подполье                         | Downtown - Die nackten Puppen der Unterwelt                        | Режиссёр, оператор. актёр (Перейра)                                            |
| 1975 | Знак Зорро                                          | La marque de Zorro                                                 | Режиссёр                                                                       |
| 1975 | Куколки за колючей проволокой                       | Frauengefängnis                                                    | Режиссёр, сценарист, оператор, актёр (отец Марии)                              |
| 1974 | Дом потерянных девушек                              | La maison des filles perdues                                       | Сценарист                                                                      |
| 1974 | Селестина                                           | Célestine... bonne à tout faire                                    | Режиссёр, сценарист, оператор, монтажёр, актёр (спящий мужчина)                |
| 1974 | В тени убийцы                                       | La noche de los asesinos                                           | Режиссёр, сценарист. артист (Энди)                                             |
| 1974 | Пятнадцатилетний капитан                            | Un capitán de quince años                                          | Режиссёр, сценарист, композитор                                                |
| 1974 | Удовольствие на троих                               | Plaisir à trois                                                    | Режиссёр, сценарист                                                            |
| 1974 | Женский квартал                                     | Quartier de femmes                                                 | Режиссёр, сценарист                                                            |
| 1974 | Юджени                                              | Eugénie                                                            | Режиссёр, сценарист, актёр (Аттила Таннер)                                     |
| 1974 | Развратная графиня                                  | La comtesse perverse                                               | Режиссёр, сценарист                                                            |
| 1974 | Поцелуй меня, убийца                                | Kiss Me Killer                                                     | Режиссёр, сценарист                                                            |
| 1974 | Лорна — экзорцист (Изгнание дьявола)                | Les possédées du diable                                            | Режиссёр, сценарист, актёр (доктор)                                            |
| 1973 | Тайна красного замка                                | El misterio del castillo rojo                                      | Режиссёр, актёр                                                                |
| 1973 | Прожорливые                                         | Les gloutonnes                                                     | Режиссёр                                                                       |
| 1973 | Масист против королевы амазонок                     | Maciste contre la reine des Amazones                               | Режиссёр                                                                       |
| 1973 | Малышка для отдыха                                  | Relax Baby                                                         | Режиссёр, сценарист                                                            |
| 1973 | Зловещие глаза доктора Орлоффа                      | Los ojos siniestros del doctor Orloff                              | Режиссёр, сценарист, композитор, актёр (лорд Комфорт)                          |
| 1973 | Непристойное зеркало                                | Al otro lado del espejo                                            | Режиссёр, сценарист, актёр (пианист)                                           |
| 1973 | Интимный дневник нимфоманки                         | Le journal intime d'une nymphomane                                 | Режиссёр, сценарист, актёр (инспектор Эрнандес)                                |
| 1973 | Вампирша                                            | Les avaleuses                                                      | Режиссёр, сценарист, оператор, монтажёр, актёр (доктор Робертс)                |
| 1973 | Нежная и порочная Эммануэль                         | Tendre et perverse Emanuelle                                       | Режиссёр, сценарист                                                            |
| 1973 | Девственница среди живых мертвецов                  | Christina, princesse de l'érotisme                                 | Режиссёр, сценарист, актёр (Базилио)                                           |
| 1972 | Потрясённый                                         | Les ebranlées                                                      | Режиссёр, актёр                                                                |
| 1972 | Тишина могилы                                       | Un silencio de tumba                                               | Режиссёр, сценарист                                                            |
| 1972 | Месть доктора Мабузе                                | Dr. M schlägt zu                                                   | Режиссёр, сценарист, актёр (Кросби / пьяный в ночном клубе)                    |
| 1972 | Дочь Дракулы                                        | La fille de Dracula                                                | Режиссёр, сценарист, актёр (Кирилл Джефферсон)                                 |
| 1972 | Мститель из Сохо                                    | Der Todesrächer von Soho                                           | Режиссёр, сценарист, актёр (Гонзалес)                                          |
| 1972 | Робинзон и его дикие рабыни                         | Robinson und seine wilden Sklavinnen                               | Режиссёр, актёр (кинорежиссёр)                                                 |
| 1972 | Демоны                                              | Les démons                                                         | Режиссёр, сценарист                                                            |
| 1972 | Дракула против Франкенштейна                        | Drácula contra Frankenstein                                        | Режиссёр, сценарист                                                            |
| 1972 | Доклад о девственницах                              | Jungfrauen-Report                                                  | Режиссёр                                                                       |
| 1972 | Проклятие Франкенштейна                             | La Maldición de Frankenstein                                       | Режиссёр, сценарист, актёр (Морфо)                                             |
| 1971 | Рейс X-312: полёт в ад                              | X312 - Flug zur Hölle                                              | Режиссёр, сценарист, актёр (Альфредо)                                          |
| 1971 | Она убивала в экстазе                               | Sie tötete in Ekstase                                              | Режиссёр, сценарист, актёр (доктор Доннен)                                     |
| 1971 | Дьявол пришёл из Акасавы                            | Der Teufel kam aus Akasava                                         | Режиссёр, сценарист, актёр (Тино Целли)                                        |
| 1971 | Вампирши-лесбиянки                                  | Vampiros lesbos                                                    | Режиссёр, сценарист, актёр (Меммет)                                            |
| 1970 | Джульетта                                           | Juliette                                                           | Режиссёр, сценарист, актёр                                                     |
| 1970 | Граф Дракула                                        | Nachts, wenn Dracula erwacht                                       | Режиссёр, сценарист, актёр (слуга Ван Хельсинга)                               |
| 1970 | Кошмары приходят ночью                              | Les Cauchemars naissent la nuit                                    | Режиссёр, сценарист                                                            |
| 1970 | Эжени                                               | Eugenie                                                            | Режиссёр, актёр (человек на красной ритуальной сцене)                          |
| 1970 | Ночь кровавого монстра                              | Il trono di fuoco                                                  | Режиссёр, сценарист                                                            |
| 1970 | Ринг                                                | Cuadrilátero                                                       | Композитор                                                                     |
| 1969 | Твои нежности                                       | Deine Zärtlichkeiten                                               | Актёр                                                                          |
| 1969 | Сексуальна шарада                                   | Sex Charade                                                        | Режиссёр, сценарист                                                            |
| 1969 | Девушка из Рио                                      | The Seven Secrets of Sumuru                                        | Режиссёр, актёр (гитарист)                                                     |
| 1969 | Венера в мехах                                      | Paroxismus                                                         | Режиссёр, сценарист, актёр (джазовый музыкант)                                 |
| 1969 | Поцелуй меня, монстр                                | Küß mich, Monster                                                  | Режиссёр, сценарист, актёр (пресс-секретарь)                                   |
| 1969 | Замок Фу-Манчу                                      | The Castle of Fu Manchu                                            | Режиссёр, актёр (инспектор Ахмет)                                              |
| 1969 | Два тайных ангела                                   | Rote Lippen, Sadisterotica                                         | Режиссёр, сценарист, актёр (Наполеон Боливар, охранник художественной галереи) |
| 1969 | Жюстина                                             | Marquis de Sade: Justine                                           | Режиссёр, актёр (человек в белом тюрбане в театре)                             |
| 1969 | 99 женщин                                           | Der heiße Tod                                                      | Режиссёр, сценарист, актёр                                                     |
| 1968 | В замке кровавой похоти                             | Im Schloß der blutigen Begierde                                    | Сценарист                                                                      |
| 1968 | Кровь Фу-Манчу                                      | The Blood of Fu Manchu                                             | Режиссёр, сценарист                                                            |
| 1968 | Суккуб                                              | Necronomicon — Geträumte Sünden                                    | Режиссёр, актёр (писатель)                                                     |
| 1967 | Неустрашимый Лакки                                  | Lucky, el intrépido                                                | Режиссёр, сценарист, актёр (человек в поезде)                                  |
| 1966 | Резиденция для шпионов                              | Residencia para espías                                             | Режиссёр, сценарист, актёр (пианист)                                           |
| 1966 | Дьявольский доктор Z                                | Miss Muerte                                                        | Режиссёр, сценарист, актёр (полицейский)                                       |
| 1966 | Карты на стол                                       | Cartes sur table                                                   | Режиссёр, сценарист, актёр (пианист)                                           |
| 1965 | Миссия в Лиссабоне                                  | Misión Lisboa                                                      | Сценарист, композитор                                                          |
| 1965 | Остров сокровищ                                     | La isla del tesoro                                                 | Режиссёр                                                                       |
| 1964 | Странное путешествие                                | El extraño viaje                                                   | Актёр (Венансио Видаль)                                                        |
| 1964 | Секрет доктора Орлоффа                              | El secreto del Dr. Orloff                                          | Режиссёр, сценарист, актёр (пианист)                                           |
| 1964 | Смертельный свист блюза                             | La muerte silba un blues                                           | Режиссёр, сценарист, актёр (саксофонист в ночном клубе)                        |
| 1964 | Месть Зорро                                         | La venganza del Zorro                                              | Сценарист                                                                      |
| 1963 | Ягуар                                               | El llanero                                                         | Режиссёр, сценарист                                                            |
| 1963 | Разборки в городе                                   | Rififí en la ciudad                                                | Режиссёр, сценарист                                                            |
| 1962 | Тень Зорро                                          | L'ombra di Zorro                                                   | Сценарист                                                                      |
| 1962 | Вампирши 1930                                       | Vampiresas 1930                                                    | Режиссёр. сценарист                                                            |
| 1962 | Ужасный доктор Орлофф (Крики в ночи)                | Gritos en la noche                                                 | Режиссёр, сценарист, актёр (пианист)                                           |
| 1962 | Барон фон Клаус — садист (Рука мёртвого Человека)   | La Mano de un hombre muerto                                        | Режиссёр, сценарист                                                            |
| 1960 | Ссылка Сида (документальный)                        | El Destierro del Cid                                               | Режиссёр                                                                       |
| 1960 | Красные губы                                        | Labios rojos                                                       | Режиссёр, сценарист                                                            |
| 1960 | Зарисовки Гипускоа номер 2: Пио Бароха              | Estampas guipuzcoanas número 2: Pío Baroja                         | Режиссёр                                                                       |
| 1960 | Королева Табарин                                    | La reina del Tabarín                                               | Режиссёр                                                                       |
| 1960 | Любящая Роза                                        | Ama Rosa                                                           | Сценарист                                                                      |
| 1959 | Французы пришли                                     | Llegaron los franceses                                             | Сценарист                                                                      |
| 1959 | Пустые пляжи (документальный)                       | Las Playas vacías                                                  | Режиссёр, сценарист                                                            |
| 1959 | Испанское золото (документальный)                   | Oro español                                                        | Режиссёр, сценарист, композитор                                                |
| 1959 | Нам 18 лет                                          | Tenemos 18 años                                                    | Режиссёр, сценарист, композитор                                                |
| 1959 |                                                     | Fulano y Mengano                                                   | Сценарист                                                                      |
| 1959 | Летняя луна                                         | Luna de verano                                                     | Сценарист, продюсер                                                            |
| 1958 | Рассказы о Мадриде                                  | Historias de Madrid                                                | Композитор                                                                     |
| 1957 | Дерево Испании (документальный)                     | El Árbol de España                                                 | Режиссёр, сценарист, композитор                                                |
| 1957 | Человек, который путешествовал медленно             | El hombre que viajaba despacito                                    | Композитор                                                                     |
| 1956 | Загадочная мелодия                                  | La melodía misteriosa                                              | Сценарист                                                                      |
| 1956 | Страх                                               | Miedo                                                              | Сценарист                                                                      |
| 1956 | Правосудие койота                                   | La justicia del Coyote                                             | Сценарист                                                                      |
| 1955 | Койот                                               | El coyote                                                          | Сценарист                                                                      |
| 1954 | Комики                                              | Cómicos                                                            | Комики                                                                         |